# 北畠昌教
北畠 昌教（きたばたけ まさのり、生没年不詳）は安土桃山時代から江戸時代初期の頃に活動したと目される人物。伊勢の国司北畠家の末裔という。

## 伝承
北畠具教の孫で北畠具房の子、または具教の子とする伝承が存在し、それによるとその生涯は以下の通りである。
幼名を千代松丸という。祖父具教ら一族が誅殺され、父・具房が滝川一益に預けられて幽閉されたとき、家臣に連れられて脱出し、織田信長の追及から逃れたという。その後、本願寺を頼り、その降伏後は津軽に赴いて津軽為信の客分となったという。
また、鹿角に残る伝承によれば、専正寺は、天正17年（1589年）、本願寺の弟子となった北畠旧臣の井上専正が開いた寺である。専正は本願寺に匿われていた昌教を保護した。一説では、昌教は、顕如の弟子となり、顕寿と号したという。昌教は、南朝ゆかりの地である大湯の折戸山中に昌斎館を築いて隠れ住み、折戸氏と改姓した。死に臨んで代々折戸姓を名乗ること、他家に仕えないことを遺言して亡くなったという。なお、専正寺は盛岡藩（南部氏）領にあった。
現在鹿角市十和田大湯字上折戸の大柴峠への登り口には、北畠昌教のものと伝えられる墓が現存する。太い大きな松の木がある古墳である。この古墳の南側には、折戸の住人の墓があり、その墓の中ほどに大きな山桜の跡があり、その木は蔦江姫桜（つたえひめざくら）と呼ばれていた。伊勢国から昌教を慕ってついてきた蔦江姫という姫が死んだ後、墓のしるしに植えられたものといわれている。北畠昌教の墓は三戸と鹿角を結ぶ唯一の通路であった三戸鹿角街道の脇にある。大柴峠から峠道を降り平地にさしかかる場所に北畠昌教の墓がある。
子孫と称する一族として有馬氏（有馬北畠家）、折戸氏がある。

## 関連文献
- 泉澤寛「もう一つの歴史を見る目「伊勢国司北畠家と鹿角」」上津野29巻70-74頁 2004-03